# Safir-74
Safir-74 (еще известный как Т-72Z, Type-72Z) — модернизированная версия танка Т-54, представленный Корпусом стражей исламской революции в 1996.
Safir-74 — модернизация Т-54 в то время как Type-72Z — Тип 59, а T-72Z —.Т-55.

## История
В 1996 году Корпус стражей исламской революции представил модернизацию советского танка Т-54. Многие танки Т-54 были захвачены Ираном во время Ирано-иракской войны.
Поставлялись в Судан в 2006 году под названием Al-Zubair I.

## Конструкция
Safir-74 представляет собой сильно изменённую версию Т-44. 100-мм орудие было заменено за 105-мм орудие HM-49L, которое может выпускать ПТУР «Бастион», также танк вооружён 7.62 мм спаренным пулемётом слева от орудия и 12.7 мм пулемётом на командирском люке. Safir-74 оснащён иранской динамической бронёй, которая способна защищать от CE и KE.
Оснащён словенской электронной системой управления огнём Fontona (EFCS-3) с автоматическими и ручными стабилизаторами орудия, ночными прицелами, лазерными дальномерами дальностью 10 000 м и точностью ±5º, EFCS-3 также включает в себя баллистический вычислитель.

## Передвижение
T-72Z/Safir-74 имеет дизельный двигатель V-46-6 мощностью 780 л. с. Танк способен разгоняться до 65 км/ч. Запас хода составляет 510 км. На танк установлена торсионна подвеска SPAT-1200. Также танк дополнен системой пожаротушения и кондиционером.

## Варианты
- Safir-74 — модернизация Т-54
- Type-72Z — модернизация Тип 59
- T-72Z — модернизация Т-55
- Al-Zubair I — суданский вариант T-72Z с модернизированным двигателем и нагнетателем.